# Conus pseudocardinalis
Conus pseudocardinalis é uma espécie de gastrópode da família Conidae. Endêmica do Brasil, onde pode ser encontrada nos estados da Bahia e Espírito Santo.